# Климат Азербайджана

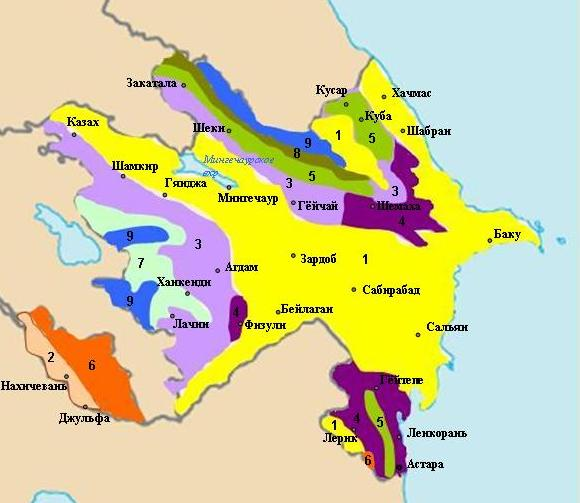
Типы климата Азербайджана:
1 — Климат полупустынь и сухих степей с умеренной зимой и сухим жарким летом
2 — Климат полупустынь и сухих степей с холодной зимой и сухим жарким летом
3 — Умеренно тёплый климат с умеренной зимой
4 — Умеренно тёплый климат с сухим летом
5 — Умеренно тёплый климат с равномерным распределением осадков
6 — Холодный климат с сухим летом
7 — Холодный климат с сухой зимой
8 — Холодный климат с большим количеством осадков
9 — Горный климат тундр

Климат Азербайджана переходный от умеренного к субтропическому и отличается большим разнообразием. На климат Азербайджана основное влияние оказывают географическое положение, рельеф и Каспийское море. В пределах страны выделяются несколько типов климата, от сухого и влажного субтропического (Ленкорань) до горного тундрового (высокогорья Большого Кавказа).
Из-за сильного влияния высотной поясности, территория страны достаточно неоднородна по погодным условиям (всего здесь насчитывается 9 природно-климатических зон). Средняя температура июля колеблется от -1 °С в высокогорных районах до +28 °С в низменных, января, соответственно, от -22 °С и +5 °С.
Осадков выпадает от 200 мм. в год на Апшероне (включая Баку), до 1200 — 1700 мм. на Ленкоранской низменности. Характерны сильные северные ветры, главным образом осенью.

## Климатические пояса
По классификации климатов Кёппена, в Азербайджане наблюдаются 9 из 11 типов климата. Бо́льшая часть Азербайджана находится в субтропическом поясе. Здесь имеется полупустынный климат, климат сухих степей, субтропический, средний и холодный климат. Сухой субтропический климат характерен Апшерону и Кура-Араксинской низменности. Влажный субтропический климат наблюдается только на юге Талышских гор. Умеренный климат, наблюдающийся по большей части на покрытых лесами возвышенностях Большого и Малого Кавказа, делится на сухой, умеренно-теплый сухой, умеренно-теплый влажный и холодный. Холодный климат наблюдается на высоких горных хребтах, вершинах Большого и Малого Кавказа, поясах альпийских и субальпийских лугов.
|                 |  |                 |  |                   |  |
| Кусарский район |  | Лачинский район |  | Шемахинский район |  |

|                    |  |                  |  |                 |  |
| Ярдымлинский район |  | Сальянский район |  | Кубинский район |  |

|                 |  |                              |  |                             |  |
| Хызинский район |  | Ордубадский район Нахичевана |  | Шахбузский район Нахичевана |  |

## Температурный режим

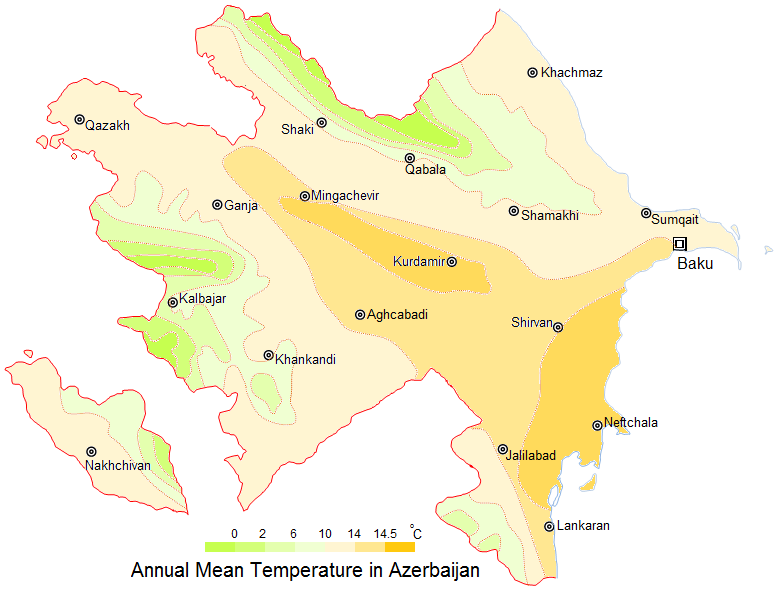
Среднегодовая температура в Азербайджане (°С)

Среднегодовые температуры изменяются от +15 °С на низменностях до -13 °С в горах. Среднеиюльские температуры — от +29 °С на равнинах (максимум +35 — 41 °C, но иногда доходит и до +44 °C) до -2 °С в высокогорьях, а среднеянварские 
соответственно от +5 °C до -24 °C.
В Азербайджанской Республике режим температуры воздуха и его распределение по территории закономерно и формируется в зависимости от особенностей поступающих в страну потоков воздуха, рельефа территории и близости Каспийского моря к отдельным районам. Вдоль прибрежных к Каспийскому морю территорий (приблизительно 20 км от моря) температура воздуха к лету немного понижается, зимой, напротив, повышается. Одновременно, в определенной степени, температура смягчает влияние поступающих из Центральной Азии жарких и сухих потоков воздуха. Среднегодовая температура воздуха в Кура-Аразской низменности, в прибрежной зоне на юге Абшеронского полуострова, в том числе в Лянкяранской низменности, достигает 14 — 15 °С. В сторону гор температура воздуха уменьшается, и на возвышенностях 2000 метров составляет 1 — 4 °С, 3000 метров — -5 — -3 °С.
В самом холодном месяце года (январь) на равнинных  территориях среднемесячная температура воздуха не опускается ниже 0 °С. На Абшеронском полуострове и на расположенных на юге от него прибрежных территориях и островах температура воздуха достигает 3 — 5 °С. По мере увеличения отметки возвышенности, температура воздуха понижается и на высоте 2000 метров над уровнем моря составляет −9 — −12 °С, (в Нахчыванской АР — −13 °С), 3000 метров - приблизительно -15 — -18 °С. В самом жарком месяце года (июль) в Кура-Аразской низменности температура воздуха не опускается ниже 27 °С, на других равнинах и предгорных территориях — не ниже 22 °С. В горах среднемесячная температура воздуха на высоте 2000 метров не опускается ниже приблизительно 13 — 16 °С, 3000 метров — 7 — 11 °С. На территории республики абсолютный максимум температуры воздуха (+44 °С) и минимум (−33 °С) наблюдается на в долинах Араза в Нахчыванской АР, отличающейся резким континентальным климатом.

## Атмосферные осадки

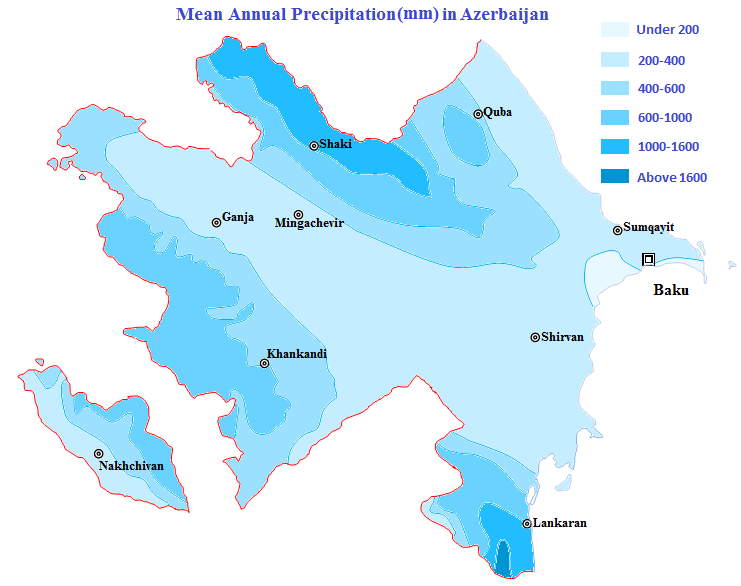
Среднегодовое количество осадков в Азербайджане (мм)

Атмосферные осадки распределяются неравномерно: 200 — 300 мм в год на равнинах (в районе Баку менее 200 мм), 300 — 900 мм в предгорьях, 900 — 1400 мм в высокогорьях Большого Кавказа, до 1700 мм в пределах Ленкоранской низменности. Наибольшие осадки выпадают на юге Ленкоранской низменности и склонах Талышских гор 1200 — 1700 мм. В Ленкорани максимум осадков приходится на зимний период, в горах и предгорьях — на апрель — сентябрь.
В Азербайджанской Республике атмосферные осадки в основном связаны с вторжением на территорию страны воздушных потоков. Количество осадков, их сезонное и годовое распределение определяют рельеф территории и взаимная связь с Каспийским морем. На территории самое минимальное среднегодовое количество осадков (меньше 150 — 200 мм) приходится на юго-восточную часть Гобустана и южный берег Абшеронского полуострова. На центральной и восточной частях Кура-Аразской низменности, юго-востоке Самур-Дивичинской низменности, в основных частях Гобустана, Абшеронского полуострова, территории Приаразской равнины Нахчыванской АР количество среднегодовых осадков меньше 300 мм. Их количество увеличивается от берегов Каспийского моря к востоку, от равнин в сторону гор. В горах осадки до определенной высоты (на Большом и Малом Кавказе 2600 — 2800 м, Нахчыванской АР 2600 — 3000 м, на Талышских горах 200 — 600 м) увеличиваются, затем постепенно уменьшаются. Максимальное количество годовых осадков на данных территориях на южном склоне Большого Кавказа составляет 1400 — 1600 мм, северо-восточном склоне - 800 мм, на Малом Кавказе и Нахчыванской АР — 800 — 900 мм, в Талышских горах — 1700 — 1800 мм.
В отличие от других горных территорий республики, в Талышских горах с повышением высоты количество осадков уменьшается и на возвышенной горной части (больше 2000 мм) и межгорных ущельях их количество меньше 250 — 300 мм. Хотя большая часть осадков приходится на жаркий период года (апрель—октябрь), летние месяцы отличаются засушливостью и даже в отличающейся обилием осадков Лянкярано-Астаринской зоне в это время количество осадков составляет 5 — 15% годовой нормы. Среднегодовое количество дождливых дней в Кура-Аразской низменности и Приаразской равнине Нахчыванской АР составляет меньше 60 — 70 дней. В среднегорье Южного склона Большого Кавказа количество дождливых дней равно 170 дням. Максимальное количество осадков зарегистрировано на южном склоне Большого Кавказа (148 мм, Алибей) и в Талышских горах (334, Баласар). Интенсивность ливневых дождей достигает 1 — 2 и даже 3 мм в минуту. Приблизительно 4/5 осадков на равнинах, 1/3 в горах выпадает в виде дождя. На равнинах снежный покров бывает непродолжительным и не наблюдается в отдельные годы. Самые большие снежные территории Азербайджана находятся на южных склонах Большого Кавказа. Здесь количество снежных дней в среднегорье составляет 80 — 120, в высокогорье доходит даже до 250 дней. На самых высоких вершинах Большого Кавказа снежный покров постоянен.

## Влажность воздуха
Среднегодовое количество максимальной влажности воздуха в Кура-Аразской низменности составляет 11 — 12, на каспийской береговой зоне — 14 — 15 mb. Как правило, по мере увеличения высоты в горах количество влажности воздуха уменьшается и на возвышенности 1000 метров среднегодовое количество максимальной влажности воздуха составляет приблизительно 9 mb, 2000 метров — 6 — 7 mb. В Нахчыванской АР количество максимальной влажности воздуха намного ниже и на соответствующих высотах в сравнении с другими территориями Азербайджана ниже на 1 — 1,5 mb. Самое высокое количество максимальной влажности приходится на летние месяцы (июль—август) и на прибрежных участках, в долине Ганых-Айричай составляет 20-24 mb, на возвышенностях 3000 метров — 8 — 10 mb. В январе на равнинах количество максимальной влажности воздуха равно 6 mb, на отметке 1500 метров - приблизительно 3 mb. При этом самое низкое количество влажности наблюдается в Нахчыванской АР: на равнинах — 4 mb, в горах ещё меньше.
Максимальное количество среднегодовой относительной влажности наблюдается на прибрежных (75 — 80%) участках, минимальные (55 — 65%) - на территории Нахчыванской АР и высокогорье Большого и Малого Кавказа. Летом самая минимальная относительная влажность наблюдается в Нахчыванской АР (35—50%), на высокогорной части Талыша (50 — 55%) и Кура-Аразской низменности (60 — 85%). В зимние месяцы максимальное количество среднегодовой относительной влажности характерно прибрежным территориям, а минимальное - высокогорным.

## Испарение
Максимальное количество среднегодового возможного испарения характерны Нахичеванской АР, Приаразской равнине (1200 — 1400 мм и больше), Кура-Аразской низменности (1000 — 1200 мм). Максимальное количество среднегодового возможного испарения в других низменностях колеблется между 800 и 1000 мм. В горных территориях данный показатель уменьшается по мере увеличения высоты. В среднегорье среднегодовое количество возможного испарения уменьшается до 300 — 400 мм, в высокогорье — до 200 мм.

## Ветры
В холодное время года на горных территориях наблюдаются фёны (теплые сухие ветры), в жаркий период на предгорных участках и равнинах — ветры "аг ел". На территории республики среднегодовая скорость ветров равна 5 м/сек. Она меняется на прибрежных территориях Абшеронского полуострова между 6 — 8 м/сек. Здесь количество дней со скоростью ветра 15 м/сек. и больше равно 100 — 145 дням. Сильными ветрами отличается Гянджа-Газахская равнина (25 — 70 дней). На других территориях Азербайджана сильные ветры наблюдаются сравнительно меньше.

## Климат городов
| Показатель                    | Янв. | Фев. | Март | Апр. | Май  | Июнь | Июль | Авг. | Сен. | Окт. | Нояб. | Дек. | Год  |
| ----------------------------- | ---- | ---- | ---- | ---- | ---- | ---- | ---- | ---- | ---- | ---- | ----- | ---- | ---- |
| Средний суточный максимум, °C | 6,6  | 6,3  | 9,8  | 16,4 | 22,1 | 27,3 | 30,6 | 29,7 | 25,6 | 19,6 | 13,5  | 9,7  | 18,9 |
| Средняя температура, °C       | 4,2  | 4,0  | 6,3  | 12,3 | 18,0 | 22,8 | 26,4 | 25,6 | 21,8 | 16,0 | 10,8  | 6,6  | 14,5 |
| Средний суточный минимум, °C  | 2,1  | 2,0  | 4,2  | 9,4  | 14,9 | 19,7 | 22,2 | 22,9 | 19,4 | 13,6 | 8,8   | 4,8  | 12,0 |
| Норма осадков, мм             | 21   | 20   | 21   | 18   | 18   | 8    | 2    | 6    | 15   | 25   | 30    | 26   | 210  |
| Источник: World Climate       |      |      |      |      |      |      |      |      |      |      |       |      |      |

| Показатель                    | Янв. | Фев. | Март | Апр. | Май | Июнь | Июль | Авг. | Сен. | Окт. | Нояб. | Дек. | Год |
| ----------------------------- | ---- | ---- | ---- | ---- | --- | ---- | ---- | ---- | ---- | ---- | ----- | ---- | --- |
| Абсолютный максимум, °C       | 23   | 25   | 28   | 33   | 38  | 39   | 42   | 40   | 37   | 33   | 28    | 23   | 42  |
| Средний суточный максимум, °C | 6    | 8    | 12   | 18   | 24  | 29   | 32   | 31   | 26   | 20   | 13    | 8    | 19  |
| Средняя температура, °C       | 2    | 3    | 7    | 13   | 18  | 22   | 25   | 24   | 20   | 14   | 7     | 4    | 13  |
| Средний суточный минимум, °C  | −2   | −1   | 2    | 7    | 13  | 16   | 19   | 19   | 15   | 10   | 5     | 0    | 9   |
| Абсолютный минимум, °C        | −20  | −17  | −13  | −4   | 2   | 6    | 11   | 11   | 2    | −1   | −8    | −19  | −20 |
| Норма осадков, мм             | 10   | 15   | 19   | 32   | 45  | 48   | 24   | 18   | 18   | 30   | 14    | 13   | 286 |
| Источник: Погода и климат     |      |      |      |      |     |      |      |      |      |      |       |      |     |

| Показатель                    | Янв. | Фев. | Март | Апр. | Май  | Июнь | Июль | Авг. | Сен. | Окт. | Нояб. | Дек. | Год  |
| ----------------------------- | ---- | ---- | ---- | ---- | ---- | ---- | ---- | ---- | ---- | ---- | ----- | ---- | ---- |
| Средний суточный максимум, °C | 7,2  | 7,2  | 11,0 | 17,5 | 22,5 | 27,2 | 30,4 | 29,5 | 25,9 | 19,9 | 14,1  | 10,1 | 18,5 |
| Средняя температура, °C       | 3,4  | 4,0  | 6,9  | 12,5 | 17,7 | 22,2 | 25,3 | 24,4 | 21,2 | 15,8 | 10,4  | 6,0  | 14,1 |
| Средний суточный минимум, °C  | 0,0  | 1,0  | 3,9  | 8,6  | 13,1 | 17,5 | 20,1 | 19,7 | 16,9 | 11,8 | 6,7   | 2,5  | 10,1 |
| Норма осадков, мм             | 91   | 114  | 90   | 50   | 54   | 22   | 17   | 50   | 143  | 259  | 168   | 88   | 1146 |
| Источник: World Climate       |      |      |      |      |      |      |      |      |      |      |       |      |      |